# Samsung Galaxy S5 Sport
Samsung Galaxy S5 Sport es un teléfono inteligente de alta gama fabricado por Samsung Mobile, que funciona con el sistema operativo Android KitKat versión 4.4.2 actualizable a 6.0 Marshmallow.Fue presentado en junio de 2014. El teléfono celular está enfocado en la actividad física. Esta versión cuenta con conectividades 4G LTE y Wi-Fi.

## Diseño
El Samsung Galaxy S5 Sport pesa 158 g y tiene un grosor de 8.90 mm, mientras que mide 74.00 mm de alto y 144.00 mm de ancho. Está disponible en dos colores, Rojo y Azul. Cuenta con botones físicos en pantalla. Este dispositivo incorpora un sensor de ritmo cardiaco se encuentra en la parte trasera del terminal, pero a diferencia del Samsung Galaxy S5 este no cuenta con un lector de huellas dactilares en el botón de inicio.

## Especificaciones

### Hardware
El Samsung Galaxy S5 Sport incorpora un cpu Krait 400 de 4 núcleos que alcanza una velocidad de reloj de 2.50 GHz. En el apartado de memoria, contamos con 2 GB de memoria RAM y 16 GB para almacenamiento de archivos, apps y datos. La memoria de almacenamiento se puede ampliar vía microS hasta 128 gb.

### Software
El Samsung Galaxy S5 Sport cuenta con Android como sistema operativo, y en su lanzamiento corre la versión 4.4.2. contara con actualización a la versión 6.0 Marshmallow. Este modelo cuenta con TouchWiz UI, una capa de personalización propia de Samsung.

### Cámara
La cámara trasera del Galaxy S5 Sport tiene una resolución de 16.0 megapíxeles. Cuenta con Flash LED. Además, puede grabar vídeo Full HD 1080p, HD 720p, QHD.
- Datos: Q30904209